# 1129º Reggimento missilistico contraereo "Bila Cerkva"
Il 1129º Reggimento missilistico contraereo "Bila Cerkva" (in ucraino 1129-й зенітний ракетний Білоцерківський полк?, 1129-j zenitnyj raketnyj Bilocerkivs'kyj polk, unità militare A1232) è un'unità di artiglieria contraerea delle Forze terrestri ucraine, subordinata al Comando operativo "Nord" e con base a Bila Cerkva.

## Storia
L'unità venne fondata nel luglio 1945 come 1008º Battaglione artiglieria contraerea della 72ª Divisione fucilieri delle guardie dell'Armata Rossa. Nell'aprile 1963 il battaglione venne espanso nel 1129º Reggimento artiglieria contrarea, il quale nel giugno 1980 riorganizzato come reggimento missilistico contraereo, ricevendo in dotazione i sistemi Kub-M4 e Osa-AKM.
Il 19 gennaio 1992, dopo lo scioglimento dell'Unione Sovietica, il 1129º Reggimento missilistico contraereo dell'Esercito Sovietico passò sotto il controllo dell'Ucraina. Nel 2001, in seguito alla riorganizzazione della 72ª Divisione meccanizzata in brigata, il reggimento è stato trasferito alle dirette dipendenze dell'8º Corpo d'armata.
Con l'inizio dell'aggressione russa nel marzo 2014 il reggimento ha avviato la mobilitazione. A luglio è stato schierato nella Zona d'operazioni antiterrorismo delle regioni di Donec'k e Luhans'k, fornendo copertura aerea alle unità impiegate nella guerra del Donbass. Ha preso parte ai combattimenti nell'Ucraina orientale a più riprese nel corso degli anni successivi.
In seguito all'invasione russa dell'Ucraina del 2022 il reggimento ha partecipato attivamente ai combattimenti. Il 24 agosto è stato ufficialmente intitolato alla città di Bila Cerkva, da sempre sede dell'unità. Per i meriti dimostrati in battaglia, il 28 luglio 2023 è stato insignito del titolo onorifico "Per il Valore e il Coraggio" da parte del presidente ucraino Volodymyr Zelens'kyj.

## Comandanti
- Colonnello Petro Koteljanec' (1991 - 1997)[6]
- Colonnello Anatolij Andrijenko (2004 - 2007)
- Colonnello Jurij Solovej (2007 - 2012)
- Colonnello Serhij Feščenko (2012 - 2018)
- Colonnello Vadym Vološčuk (2018 - 2025)[7]
- Tenente colonnello Serhij Nonka (2025 - in carica)